# دیوید هلفگات
دیوید هلفگات (انگلیسی: David Helfgott؛ زادهٔ ۱۹ مهٔ ۱۹۴۷) موسیقی‌دان و نوازنده پیانو اهل استرالیا است.
زندگی‌او، الهام‌بخشِ ساختِ فیلمِ «درخشش» بود که جفری راش نقشش را بازی کرده بود و بابت آن، در سال ۱۹۹۶ میلادی برندهٔ جایزه اسکار بهترین بازیگر نقش اول مرد شد.

## زندگی‌نامه

### اوایل زندگی
وی در شهر ملبورن و در خانواده‌ای از مهاجران یهودی لهستان متولد شد. مادرش «ریچل» و پدرش «الیاس پیتر هلفگات» نام داشتند. نخستین آموزگار پیانوی وی، پدرش بود و از سن ۱۰ سالگی، یک معلم پیانوی اهل پرت به نام «فرانک آرنت» آموزش وی را به‌عهده گرفت.
در سن ۱۴ سالگی، «جیمز پن‌برثی» (آهنگساز) و «کاترین سوزان پیکارد» (نویسنده و از بنیان‌گذاران حزب کمونیست استرالیا) سعی کردند تا با جمع‌آوری پول، هزینهٔ تحصیل او در ایالات متحده آمریکا را فراهم کنند، اما پدرش اجازهٔ این سفر و تحصیل را نداد. از سن ۱۷ سالگی، او نوازندگی پیانو را زیر نظر «آلیس کاراد» (از شاگردانِ بلا بارتوک و ایشتوان تمان) ادامه داد و در مجموع ۶ مرتبه، برندهٔ «جایزهٔ سمفونی اِی‌بی‌سی برای نوازندگان جوان استرالیا» شد.

### تحصیل در لندن و بیماری روانی
دیوید نوزده ساله بود که بورسیهٔ کالج سلطنتی موسیقی لندن را دریافت کرد و به مدت سه سال، زیر نظرِ «سیریل جیمز اسمیت» به تحصیل پرداخت و در آنجا، برندهٔ جوایزی همچون «جایزهٔ دَن‌روتِر» بابت بهترین اجرای پیانو از «کنسرتوی شمارهٔ ۳ پیانو در ر مینور» اثر سرگئی راخمانینف و همچنین «جایزهٔ مارمادوک بارتون» شد.
در دوران اقامت در لندن بود که نشانه‌های واضح‌تری از اختلال اسکیزوافکتیو در او نمایان شد. او در سال ۱۹۷۰ به پرت بازگشت و یکسال بعد با «کلیر پپ» ازدواج کرد که صاحب ۴ فرزند بود. طی این مدت دیوید، مدتی به عنوان نوازندهٔ پیانو در «وسترن استرالیا اپرا کامپنی» فعالیتهایی داشت، اما با پایان یافتن زندگیِ کوتاهِ زناشویی‌اش، اوضاع روحی‌اش به وخامت گذاشت و در «بیمارستان روانی گِری‌لند» بستری شد. او به مدت ۱۰ سال در این مرکز درمانی تحتِ مداوایِ دارویی، روانی و شوک‌درمانی بود.
در سال ۱۹۸۳ میلادی، برادرش «لِس هلفگات» او را در یک مغازه و بارِ شراب‌فروشی به نام «ریکاردو» در پرت یافت که در آنجا مشغول به‌کار شده بود. در سال ۱۹۸۴ و در همین مکان، دیوید با یک ستاره‌بین به نام «گیلیان مورِی» آشنا شد و یکسال بعد با وی ازدواج کرد.

### فیلم سینمایی «درخشش»
در سال ۱۹۹۶ میلادی و در فیلم سینمایی درخشش، زندگی شخصی و حرفه‌ای او به نمایش گذاشته شد. نقش او را جفری راش (بزرگسالی)، نوآ تیلور، (جوانی) و اَلکس رافالوویتز (کودکی) ایفا نمودند. خواهر دیوید «مارگارت هلفگات» بشدت از فیلم و اطلاعات نادرستی که منتقل می‌کرد انتقاد کرد، بویژه تصویری که از پدرشان در این فیلم به عنوان پدری ظالم و خشن ترسیم شده بود. برادرش «لس هلفگات» نیز تصویری را که از پدرشان در این فیلم و همچنین در کتاب زندگی‌نامه‌ای دیوید توسط همسرش ارائه شده است، «کاملاً دروغ» خوانده است. همسر اول دیوید، «کلیر پپ» هم اظهار داشت که پدر دیوید «پیتر هلفگات» در فیلم «بشدت بدنام» شده است. «مارگارت هلفگات» و «لس هلفگات» در نامه‌ای که خطاب به سردبیرِ مجلهٔ موسیقی-هنریِ «لایم‌لایت» نگاشتند، با اشاره به مقاله‌ای که در شمارهٔ اوت ۲۰۱۳ این مجله منتشر شده بود، گفتند: «پس از بازگشت دیوید به استرالیا، هیچگونه برخورد سرد و بدی از سوی خانواده با او نشد. بالعکس…، او مستقیماً به خانهٔ پدری‌اش آمد و مورد حمایت خانواده قرار گرفت. پدر تحکم‌گر و سلطه‌جو نبود و اعتراض اصلی او به سفر دیوید به خارج از کشور، نگرانی‌هایش دربارهٔ رفاه و آسایش او بود.»

### زندگی حرفه‌ای کنونی
امروزه او همچنان به نوازندگی پیانو مشغول است و بیشتر به موسیقی رمانتیک تمایل دارد، بویژه آثار مودست موسورگسکی، سرگئی راخمانینف، فردریک شوپن، فرانتس لیست، روبرت شومان و نیکولای ریمسکی-کورساکف. با این‌حال، نوازندگی‌ها و اجراهای او با انتقادهایی همراه بوده است، بویژه اجرایِ «کنسرتوی شمارهٔ ۳ پیانوی راخمانینف در ر مینور» که آنرا «کم‌فروغ، ناهمگون و غیرمنسجم» انگاشته‌اند. پس از انتشار دو آلبوم او توسط شرکت آرسی‌اِی، مجله آمریکایی «فان‌فیر» ضمن انتقاد از خودِ او، تهیه‌کنندهٔ موسیقی وی را هم به چالش کشید که در واقع رنج‌ها و مصائب وی را وسیله‌ای برای فروش و بازریابی قرار داده است. مجلهٔ بریتانیایی گرامافون هم عقیده‌ای مشابه دربارهٔ آثار وی و این بهره‌برداری از وضعیت او دارد و معتقد است که سعی دارند به‌اشتباه او را به‌عنوان یک نابغهٔ گمنام جا بزنند.
در سال ۱۹۹۷ میلادی و به‌دنبال یک رسیتال وی در نیوزیلند، منتقد موسیقی «دنیس داتون» نوشت: «اگر آنگونه که گوته ادعا کرده، معماری، یک موسیقی منجمد باشد؛ دیوید هلفگات موسیقی‌دانی است که سرانجام توانست عکسِ این موضوع را ثابت کند: موسیقی می‌تواند معماری ذوب‌شده هم باشد: آواری از نت‌های بدون ساختار».
هم‌اکنون هلفگات و همسرش در شهر کوچک بلینگتون واقع در نیو ساوت ولز زندگی می‌کند و او، ضمن برگزاری تورهای سالیانهٔ موسیقی در داخل استرالیا، اجراهای پراکنده‌ای هم در سایر نقاط جهان دارد. همسرش کتابی زندگی‌نامه‌ای دربارهٔ او تحتِ عنوانِ «عاشق تو، تا تمامی ذرات و پاره‌های وجودت» نگاشته است که از لحاظ تجاری موفق بود اما با انتقاداتی از سوی خانوادهٔ هلفگات روبرو شد.
دانشگاه ادیث کوان به او دکترای افتخاری موسیقی اعطا نموده است. نام وی در ۲۶ نوامبر ۲۰۰۶ میلادی به طور رسمی در «تالار مشاهیر استرالیا» ثبت شد. در مراسمی که به همین منظور برپا شده بود، دیوید چند قطعه موسیقی از جمله تنظیم راخمانینف بر روی قطعهٔ «پرواز زنبور عسل» اثرِ نیکولای ریمسکی-کورساکف را اجرا کرد.